# Henry Blanke
Pour les articles homonymes, voir Blanke.
Henry Blanke (né le 30 décembre 1901 – mort le 28 mai 1981) est un producteur, assistant réalisateur, directeur de production et auteur américain d'origine allemande. Il a été nommé pour l'Oscar du meilleur film pour Au risque de se perdre (1959).

## Biographie
Heinz Blanke naît à Berlin-Steglitz, en Allemagne, le 30 décembre 1901. Il est le fils du peintre Wilhelm Blanke,.
Il commence sa carrière en 1920 comme monteur. Il est l'assistant de Ernst Lubitsch et est directeur de production de Metropolis (1927). Il produit neuf films en Allemagne avant d'émigrer à Hollywood, aux États-Unis.
Il devient une figure marquante de Warner Bros., travaillant pour la compagnie pendant des dizaines d'années. Il produit ainsi, notamment, L'Emprise (1946), Le Trésor de la Sierra Madre (1948) et Le Rebelle (1949).
Ses mémoires sont disponibles à l'Online Archive of California (en).

## Filmographie partielle
En tant que producteur, à moins qu'il soit spécifié autrement.
- 1927 : Dearie (assistant réalisateur Archie Mayo)
- 1933 : Masques de cire (non-crédité)
- 1933 : Goodbye Again (non-crédité)
- 1933 : Bureau des personnes disparues (non-crédité)
- 1933 : Convention City
- 1934 : Easy to Love (non-crédité)
- 1934 : Les Pirates de la mode (non-crédité)
- 1934 : Fog Over Frisco (non-crédité, producteur superviseur)
- 1934 : Dr. Monica (en) (non-crédité)
- 1934 : I Am a Thief (en) (non-crédité)
- 1934 : Une femme dans la rue (non-crédité)
- 1935 : The Case of the Lucky Legs (non-crédité)
- 1935 : Le Songe d'une nuit d'été (non-crédité)
- 1936 : Les Verts Pâturages (producteur superviseur)
- 1936 : Anthony Adverse (non-crédité, producteur superviseur)
- 1936 : The Case of the Velvet Claws (non-crédité)
- 1937 : La Vie d'Émile Zola (non-crédité, producteur associé)
- 1938 : La Femme errante (White Banners) d'Edmund Goulding (non-crédité, producteur associé)
- 1938 : L'Insoumise (non-crédité, producteur associé)
- 1938 : Les Aventures de Robin des Bois (non-crédité, producteur associé)
- 1938 : Rêves de jeunesse (non-crédité, producteur associé)
- 1939 : Juarez (producteur associé)
- 1939 : Filles courageuses (producteur associé)
- 1939 : La Vieille Fille (producteur associé)
- 1939 : We Are Not Alone (producteur associé)
- 1940 : Saturday's Children (producteur associé)
- 1940 : The Sea Hawk (producteur associé)
- 1940 : Une dépêche Reuter (producteur associé)
- 1940 : Four Mothers (producteur associé)
- 1941 : Le Vaisseau fantôme (producteur associé)
- 1941 : Le Grand Mensonge (producteur associé)
- 1941 : Le Faucon maltais (producteur associé)
- 1941 : Blues in the Night (producteur associé)
- 1941 : Honeymoon for Three de Lloyd Bacon
- 1942 : Les Folles Héritières
- 1943 : L'Ange des ténèbres
- 1943 : Tessa, la nymphe au cœur fidèle
- 1943 : L'Impossible Amour
- 1944 : Le Masque de Dimitrios
- 1945 : Roughly Speaking
- 1946 : Le Droit d'aimer (film, 1946)
- 1946 : L'Emprise
- 1946 : Jalousie
- 1947 : Le loup des sept collines
- 1947 : Deep Valley
- 1947 : Escape Me Never
- 1948 : Le Trésor de la Sierra Madre
- 1948 : Rencontre d'hiver
- 1948 : The Woman in White
- 1948 : La Mariée du dimanche
- 1949 : Le Rebelle
- 1949 : La Garce
- 1950 : Le Roi du tabac
- 1951 : Lightning Strikes Twice
- 1951 : La Flamme du passé
- 1951 : Les Amants du crime
- 1951 : Feu sur le gang
- 1952 : Cette sacrée famille
- 1952 : La Maîtresse de fer
- 1953 : She's Back on Broadway
- 1953 : So This Is Love
- 1953 : Mon grand
- 1954 : Le Fantôme de la rue Morgue
- 1954 : Lucky Me
- 1954 : Richard Cœur de Lion
- 1954 : Un amour pas comme les autres
- 1955 : The McConnell Story
- 1956 : Sincerely Yours
- 1956 : Serenade
- 1958 : Une femme marquée
- 1959 : Le Courrier de l'or
- 1959 : Au risque de se perdre
- 1959 : The Miracle
- 1960 : Les Aventuriers
- 1960 : Cash McCall
- 1961 : Au péril de sa vie
- 1962 : L'enfer est pour les héros